# Cane da lupo di Saarloos
Il cane da lupo di Saarloos (anche chiamato Saarlooswolfhond o Saarloos Wolfdog) è un cane da compagnia del gruppo pastori e bovari, originario dei Paesi Bassi.

## Storia
Nel 1932 Leendert Saarloos, olandese di Dordrecht, incrociò un cane da pastore tedesco da utilità, maschio di nome Gerard van der Fransenum e una femmina di lupo di origine siberiana/europea, chiamata Fleuri, per ottenere una nuova razza meno socializzata con gli esseri umani. Mediante la selezione delle successive generazioni di discendenza paterna, Saarloos diede luogo a una nuova razza denominata inizialmente "Cane lupo europeo".
I primi soggetti, data la loro attitudine, furono impiegati come cani-guida per persone non vedenti. In seguito, durante la selezione, fu reintrodotto DNA di lupo, rendendo i successivi individui inadatti a qualsiasi tipo di lavoro, tra cui la guida delle persone non vedenti. La razza fu riconosciuta dal FCI nel 1975 con la denominazione "cane lupo di Saarloos", in memoria del suo creatore.

## Standard di razza

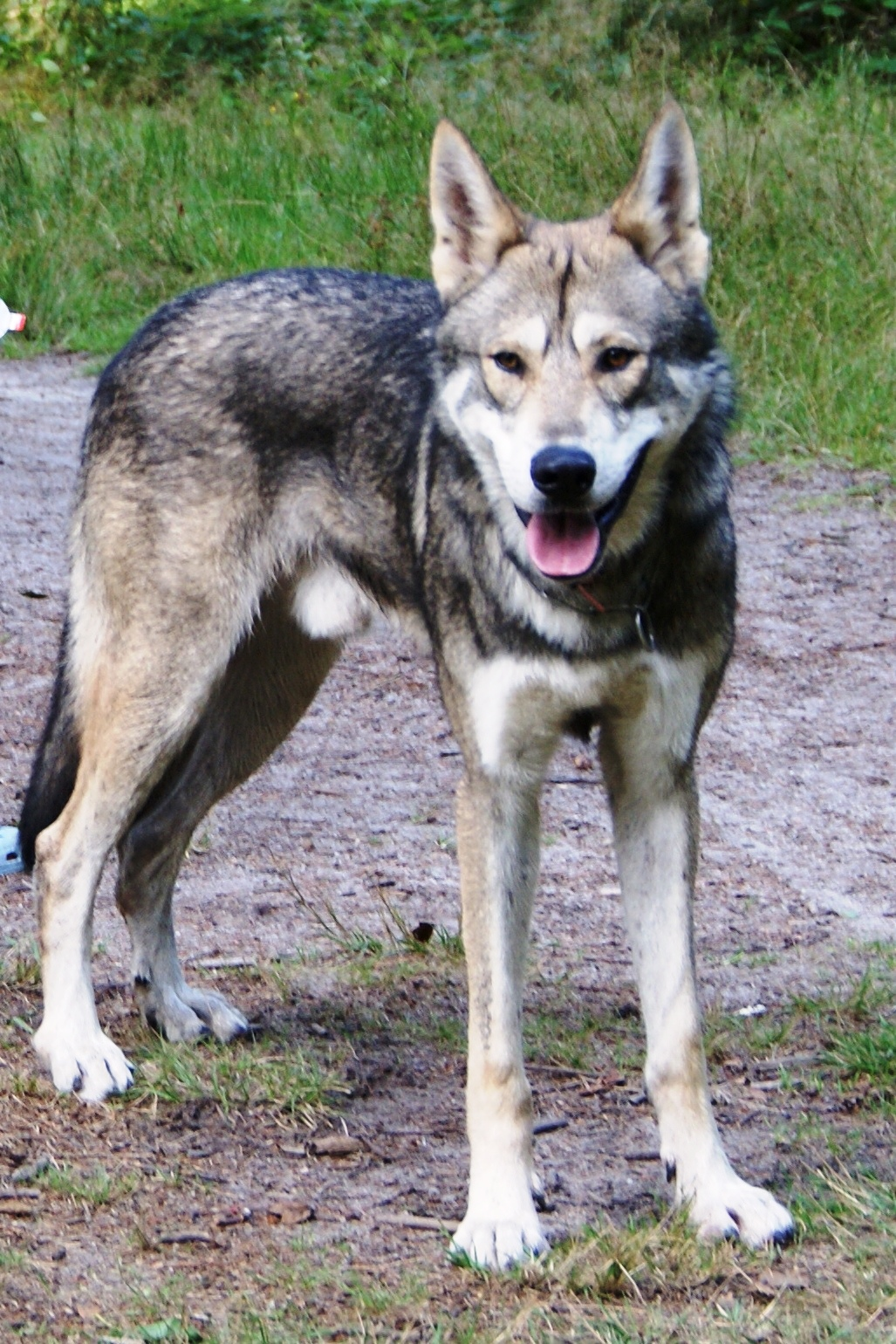
Un bell'esemplare di cane lupo di Saarloos.

La coda è inserita molto bassa e, a riposo, portata "a sciabola". I colori accettati sono dal nero scuro al nero chiaro, dal marrone chiaro al marrone scuro, dal crema molto chiaro al bianco. Il pelo è "a bastone", ovvero compatto e aderente, con sottopelo fitto e lanoso e pelo di copertura ruvido e lungo. Gli occhi sono di media grandezza, a mandorla, un po' di traverso e di colore ambrato. Di media lunghezza sono le orecchie, inserite all'altezza del cranio, terminano a punta partendo da una base larga. Testa proporzionata al corpo dalla caratteristica forma lupoide. Cranio largo e piatto. Stop leggero.

## Carattere
È un cane pieno di energia, fiero e indipendente. Grazie alla sua intelligenza impara presto i comandi, ma la sua obbedienza difficilmente è assoluta. Non si sottomette. Mostra una fedeltà e un attaccamento assoluto nei confronti del padrone. Con gli estranei è riservato e diffidente. La riservatezza e l'istinto di fuga, ereditate dal lupo, sono caratteristiche del cane lupo di Saarloos e vanno mantenute come particolarità della razza. In situazioni di costrizione e impossibilità alla fuga, per esempio al guinzaglio, può apparire come un cane pauroso.
In questa razza la socializzazione, graduale, è di massima importanza per avere soggetti adulti equilibrati. Non sono cani da guardia, infatti non attaccherebbero mai l'uomo. Inoltre, è un cane molto tranquillo.

## Cure
Non ha bisogno di particolari cure. Il Saarloos gode, normalmente, di ottima salute. La vita media è piuttosto lunga, per un cane di questa taglia. Non è difficile trovare esemplari di 13 o 14 anni. Per il mantello: sono sufficienti alcune periodiche spazzolate. Non si deve invece trascurare il suo bisogno di moto e garantirgli delle passeggiate tutti i giorni. Soffre il caldo molto più del freddo.

## Consigli
La sua indole rustica richiede una socializzazione precoce, attraverso un'esposizione graduale e continua a una serie di stimoli ambientali. Questi possono essere il contatto con altri cani o animali domestici, ma anche con persone adulte e bambini. Suoni e rumori vari, come quello del traffico, possono completare questo "bagaglio di esperienze". Così facendo si otterrà uno sviluppo psichico corretto e non si correrà il rischio che il cane, da adulto, possa essere troppo timido, diffidente e pauroso.

## Diffusione
Il primo esemplare di cane lupo di Saarloos è stato importato in Italia da Carlo Papini nel 1996 e si chiamava Nojah Nehkrid O' Ninho De Passaros. Nel 2004 non sono stati iscritti cuccioli ai libri genealogici ENCI, nel 2003 è stato venduto un solo cucciolo come nel 2000. Dal 2006 al 2009, alcuni soggetti sono stati importati in Italia e vengono soventemente esposti in diverse manifestazioni cinotecniche. Nel 2012 sono stati contati 6 cuccioli.

## Caratteristiche
| Adatto per | Non adatto per    |
| ---------- | ----------------- |
| Compagnia  | Protezione civile |
|            | Fly ball          |
|            | Freestyle         |
|            | Obedience         |
|            | Difesa            |
|            | Agility dog       |
|            | Guardia           |